# Jensen Interceptor (1950-1957)
De Jensen Interceptor is een auto van het Britse automerk Jensen die in de periode 1950 tot 1957 geproduceerd werd. Er zijn er slechts 88 van gemaakt. De auto was leverbaar als sedan, cabriolet en als Coupe de Ville.
De auto was deels opgebouwd uit onderdelen van de Austin Motor Company. De motor en de aandrijflijn waren dezelfde als van de Austin Sheerline en het chassis was een verlengde versie van de Austin A70. De carrosserie werd wel door Jensen geproduceerd en was ontworpen door Eric Neale.

## Trivia
- In de periode 1966-1976 bracht het bedrijf opnieuw een auto met de naam Jensen Interceptor op de markt.